# Manafon

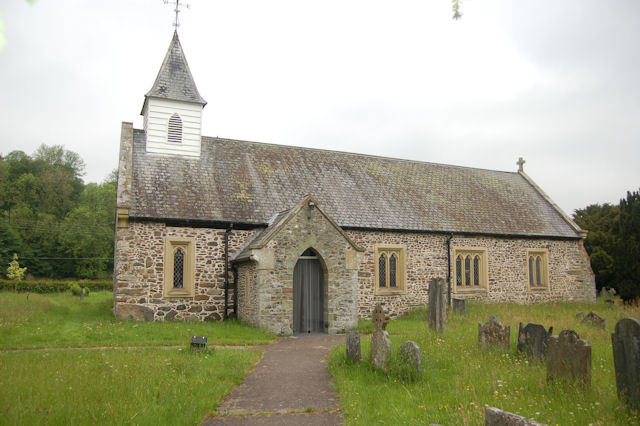
L'église de Manafon est dédiée à saint Michel.

Manafon est un village et une communauté du Powys, au pays de Galles. Au moment du recensement de 2011, il comptait 301 habitants.
Le poète gallois R. S. Thomas a vécu comme recteur à Manafon de 1942 à 1954. C'est durant cette période qu'il commence à étudier le gallois et qu'il publie ses premiers recueils de poèmes. Le musicien David Sylvian avait cet épisode en tête lors de l'enregistrement de son album Manafon (2009).